# 大分県立高田高等学校
大分県立高田高等学校（おおいたけんりつ たかだこうとうがっこう）は、大分県豊後高田市玉津にある公立高等学校。地元では高高（たかこう）と呼ばれる。

## 設置学科
かつては普通科と商業科との2学科が設けられていたが、商業科は2008年4月に大分県立宇佐産業科学高等学校と総合選択制高校として統合され、新たに宇佐産業科学高校にビジネス管理科が設けられた。

### 2008年度から
- 全日制課程
  - 普通科

### 2007年度まで
- 全日制課程
  - 普通科
  - 商業科

## 沿革

### 大分県立高田高等女学校
- 1910年
  - 3月11日 - 西国東郡実業女学校として設立認可。
  - 4月22日 - 開校式。
- 1916年4月1日 - 大分県西国東郡立実業女学校を廃し、西国東郡立実科高等女学校を創立。
- 1920年4月1日 - 大分県西国東高等女学校に改称。
- 1922年4月1日 - 大分県立高田高等女学校に改称。

### 大分県立高田中学校
- 1943年4月1日 - 高田町外1町13村組合立高田中学校として設立認可。
- 1945年3月31日 - 校舎竣工。
- 1946年4月1日 - 県に移管し、大分県立高田中学校となる。

### 大分県立高田高等学校
- 1948年4月1日 - 大分県立高田中学校と大分県立高田女学校を統合し、大分県立高田高等学校となる。
- 2008年4月1日 - 商業科が大分県立宇佐産業科学高等学校と統合され、普通科単科校となる。

## 学校行事
文化祭は「青鷹祭」といい、9月に開催される。体育祭は同月下旬に行われる。

## 部活動
部活動が盛んで、カヌー部は毎年全国大会の常連である。近年は野球の強豪校として知られており、第95回記念選抜高等学校野球大会では、大分県の21世紀枠推薦校に選定されたが、出場はならなかった。

## 交通
- JR九州日豊本線宇佐駅より車で20分

## 著名な出身者

### 文化
- 前田竹千代（お笑い芸人）- チャンバラトリオの元メンバー
- 今成佳奈（シンガーソングライター）
- 瀬々敬久（映画監督）
- 是永瞳（女優）

### スポーツ
- 門岡信行（元プロ野球選手）
- 成重春生（元プロ野球選手）
- 太田龍生（元プロ野球選手）
- 金田政彦（元プロ野球選手）
- 田﨑昌弘（元プロ野球選手）

### 法曹界
- 岡口基一（裁判官）